# 夢想機械
《夢想機械》（夢みる機械）為日本動畫導演今敏生前半完成的最後遺作。製作公司MADHOUSE於2010年11月12日宣佈將會重新啟動製作，推出日期未定。

## 簡介
本作品屬科幻系列，背景為沒有人類的世界，講述關於電子機械  及她所製成的  的感人故事，以生命能創造出夢想跟目標為主要概念。

## 製作現況
製作人丸山正雄在2016年中的訪談提到：「我在今敏過世後的四到五年間，曾一心堅持著到處找人來接手、完成他的遺作。當時腳本與分鏡都早已完成，連原畫都做好一部分了。但，就算有人真能模仿今敏的風格，做出來的也不過就是仿作而已，沒辦法有今敏的味道。我舉個例子，若讓細田守來接下導演，我相信成品也一定會很好看。但這樣的電影，就會是細田守的了，並不是今敏的。做夢機器只能是今敏的作品，我們不該只是為了完成作品，而在各種地方進行妥協。與其這麼做，不如放棄完成它…我花了好多年，才得到這個苦澀的答案。比起硬是要完成這份遺作，我更傾向讓人來接手今敏的原作構想，將其改編成動畫電影。這樣的話，完成的電影就會100%是那個導演的作品了。我願意幫忙完成這樣的計劃，除此之外也想拍部今敏的紀錄片。」據此可知，目前做夢機器的企劃正在變更製作方向。
2018年8月，丸山正雄表示《夢想機械》的製作依舊處於停滯狀態，因為當今日本動畫界找不到和今敏相當的導演。

## 工作人員
今敏導演生前已把詳細設定及人物資料刊登於他的官方網站，現由板津匤覧繼續執導這部作品。
- 原作、劇本：今敏
- 導演：今敏
- 代理導演：板津匡覽
- 作畫監督、角色設定：板津匡覽
- 共同作畫監督：井上俊之
- 美術監督：池信孝
- 音樂：平澤進
- 製作人：丸山正雄
- 動畫製作：MADHOUSE

## 外部連結
- （日語）『夢想機械』官方網站